# Björn Runström
Björn Sandro Runström, född 1 mars 1984 i Enskede, Stockholm, är en svensk före detta fotbollsspelare (anfallare). Han inledde sin fotbollskarriär i Enskede IK, men gick som tolvåring över till Hammarby IF. I Hammarbys ungdomslag skördade han stora framgångar med den duktiga 84-kullen där även Haris Laitinen, Fredrik Stoor, Nadir Benchenaa och Erkan Zengin ingick. Den sistnämnde var ett år yngre men spelade med 84:orna.
Runström valde i april 2013 att avsluta sin spelarkarriär och satsa på att bli spelaragent.

## Klubbkarriär

### Italien (2001-2003)
Runström åkte redan som 16-åring, på en proffssejour i Italien. Han tillhörde i tur och ordning Bologna, Chievo och Fiorentina, men fick inte spela mycket a-lagsfotboll. 

### Hammarby (2004-2006)
Inför 2004 års säsong återvände Runström till Hammarby IF. Under säsongen 2004 blev han lagets bästa målskytt med fem mål. Säsongen 2005 gjorde han nio mål. Kontraktet med Hammarby gick ut efter säsongen, men trots intresse från bland annat Ipswich och holländska klubbar skrev han på ett treårskontrakt. Runström är väldigt omtyckt såväl i klubben som hos fansen, på grund av sin kärlek till klubben och sin spelstil. Säsongen 2006 inledde Runström med 4 mål på 9 matcher.

### Fulham (2006-2008)
Den 12 juli 2006 lämnade Runström sitt guldjagande Hammarby för den London-baserade Premier League-klubben Fulham. Övergångssumman offentliggjordes inte men Hammarby uppgav att försäljningen var klubbens dittills största. I sin nya klubb konkurrerade han om speltid med Brian McBride, Heiðar Helguson och Collins John och Runström hade svårt att ta en plats i startelvan. Han debuterade för Fulham med ett inhopp i 82:a minuten mot Tottenham 17 september 2006 i ligan och tre dagar senare spelade han från start i en cupmatch. Därefter var det färdigspelat i nya klubben, trots att Fulhams tränare Chris Coleman när han köpte Runström sade att han var värvad för framtiden. Mitt under säsongen 2006-07 tröttnade Runström på att inte hade fått spela en tävlingsmatch sedan 20 september och lånades därför ut till Luton Town i början av 2007, där han skulle komma att spela 8 matcher på vilka han gjorde 2 mål.
Efter säsongen lånades han ut ännu en gång, denna gång under hela säsongen till tyska andradivisionsklubben Kaiserslautern. Runström blev där snabbt omtyckt efter att ha gjort mål i sin debut i en träningsmatch.

### Odense (2008-2011)
Runström skrev i juni 2008 på ett 3,5 års-kontrakt med den danska klubben Odense BK. Den första säsongen spelade han 28 ligamatcher och gjorde 7 mål, men säsongen därefter blev det inte lika mycket speltid. Efter att endast ha deltagit i 2 ligamatcher under pågående säsong blev Runström 22 februari 2010 utlånad till norska Tippeligaklubben Molde FK. Lånet gällde 2010 års säsong och Molde hade möjlighet att köpa loss Runström efter säsongens slut, en möjlighet de inte utnyttjade.
31 januari 2011 bröt Björn med OB, trots ett år kvar på kontraktet.

### Hammarby (2011-2012)
Den 27 februari 2011 meddelade Hammarby att Runström valt att komma tillbaka till klubben trots ett lukrativt erbjudande från en utländsk klubb. Runström skrev på för ett år. Den 3 juli gjorde han sina två första mål för Hammarby sedan återkomsten. Runström snittade dock bara 0,09 mål per match under säsongen och den nye Hammarbytränaren Gregg Berhalter förklarade i början av 2012 att han i första hand betraktade Runström som en spelare som hörde hemma på bänken. Det hela slutade med att Runström lämnade klubben.

### New England Revolution (2012)
Den 28 mars 2012 offentliggjordes att Runström var klar för den amerikanska klubben New England Revolution. Klubben använde inte optionen att förlänga hans kontrakt och den 27 juni 2012 lämnade Runström klubben.

## Meriter
- U21-landskamper
- Intern skyttekung för Hammarby 2004

## Landslagsfacit
- 2006 (U21): 3 / 1
- 2005 (U21): 6 / 1
- 2004 (U21): 11 / 3

## Seriematcher och mål
- 2011-11: 24 / 3
- 2010-10: 17 / 1
- 2008-09: 28 / 7
- 2007-08: 28 / 4
- 2006-07: 1 / 0 för Fulham, och 8 / 2 för Luton
- 2006-06: 9 / 4
- 2005-05: 23 / 9
- 2004-04: 25 / 5